# Мыс Шмидта (посёлок городского типа)
Мыс Шми́дта — посёлок городского типа в Иультинском районе Чукотского автономного округа России.
Название связано с исследователем Арктики Отто Юльевичем Шмидтом.

## Географическое положение

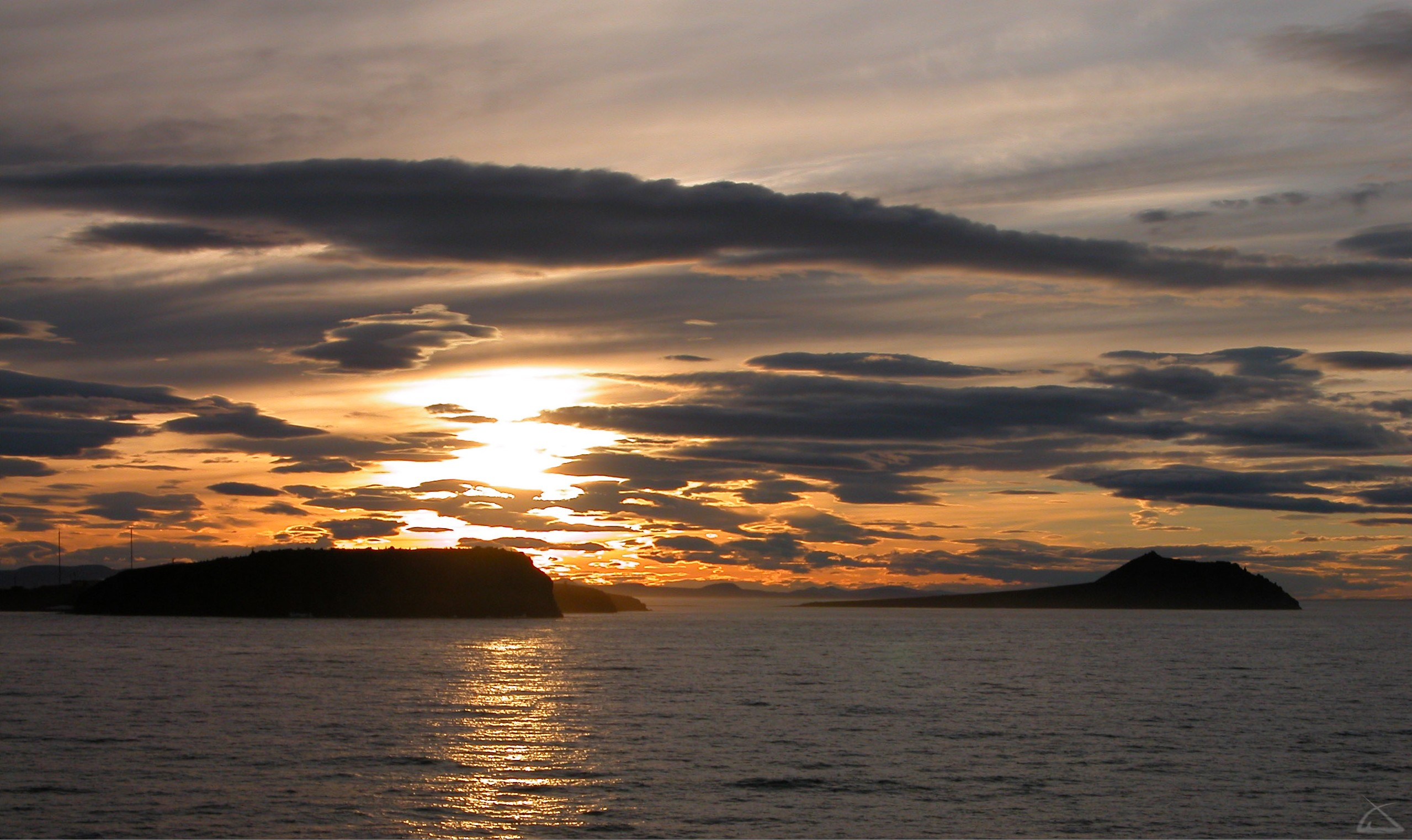
Вид с моря

Расположен на берегу Чукотского моря, на мысе Отто Шмидта, у пролива Лонга, в 650 км к северу от Анадыря. Ближайший населённый пункт — национальное село Рыркайпий.

## История
Впервые мыс был описан в августе 1778 года английским мореплавателем Джеймсом Куком и назван им Нордкап («северный мыс»), так как это была самая северная из достигнутых им точек. Местное название этого мыса — Ир-Каппея — записал в 1823 году Фердинанд Врангель.
В 1934 году мыс был переименован в честь советского полярного исследователя Отто Шмидта.
Статус посёлка городского типа — с 1962 года.
С 1973 по 2008 год был административным центром Шмидтовского района до его упразднения.
Действовали промышленные предприятия местного значения, гидрометеорологическая станция. Дислоцировались воинские части.
В 1976 году для покрытия дефицита электроэнергии в небольшую бухту близ посёлка была доставлена плавучая турбинная станция ПлЭС-4 проекта «Северное сияние» общей мощностью 24 МВт. В 1999 году станция была отбуксирована в Надым.
До начала 2000-х годов вблизи посёлка работала тропосферная радиорелейная станция 18/103 «Редуктор (Рубин)». В 2014 году антенны станции были демонтированы.

## Население
| 1970  | 1979  | 1989  | 2002 | 2006 | 2009 | 2010 |
| ----- | ----- | ----- | ---- | ---- | ---- | ---- |
| 1818  | ↗3307 | ↗4587 | ↘705 | ↘546 | ↘492 | →492 |
| 2011  | 2012  | 2013  | 2014 | 2015 | 2016 | 2017 |
| ↗1057 | ↘412  | ↘324  | ↘238 | ↘166 | ↘155 | ↘144 |
| 2018  | 2019  | 2020  | 2021 | 2023 |      |      |
| ↘140  | ↘130  | ↘117  | ↘37  | ↘34  |      |      |

## Транспорт

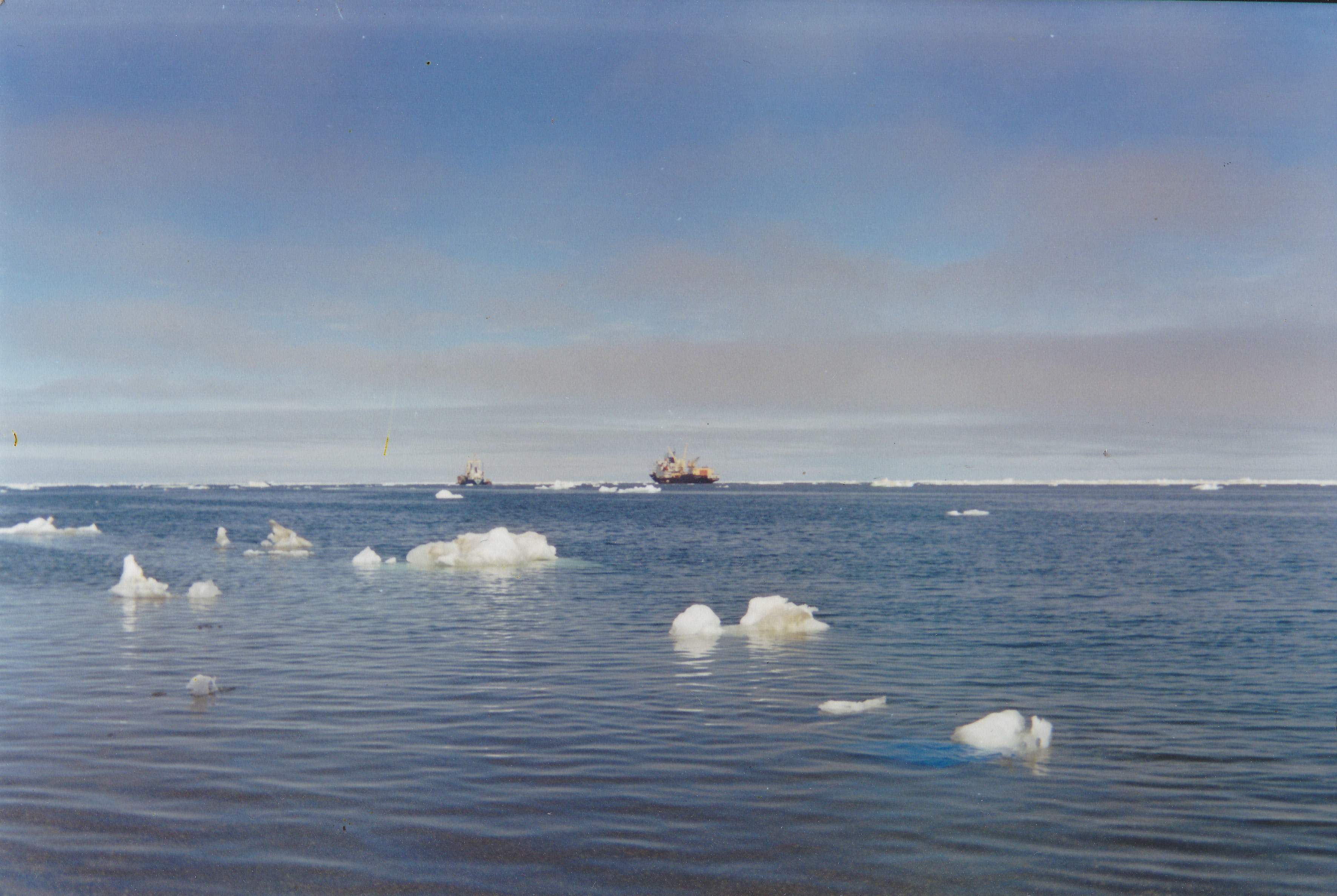
Суда на рейде у Мыса Шмидта

Завоз продовольствия, топлива и материально-технических средств в основном осуществляется в период летней навигации через морской порт Мыс Шмидта. В 2006 году он вошёл, как грузовой участок, в состав морского порта Певек.
С селом Рыркайпий имеется круглогодичная автодорога с гравийным покрытием, по которой налажено регулярное автобусное сообщение. Посёлок связан сезонным автозимником с автодорогой Иультин — Эгвекинот.
Пассажирское сообщение осуществляется воздушным путём посредством аэропорта Мыс Шмидта.

## Религия
В 1991 году в посёлке открылся православный приход, спустя несколько лет основан православный храм Благовещения Пресвятой Богородицы.
В посёлке проживал бывший чукотский епископ РПЦ Диомид (Дзюбан).

## Современное состояние
С 1930 по 2002 год в посёлке действовала средняя школа. После её закрытия дети направлены в школу посёлка Рыркайпий.
В 2013 году властями Чукотского АО было принято решение об организации переселения жителей посёлка в другие, более благоприятные места проживания. Это было связано с серьёзным износом жилого фонда и социальной инфраструктуры и большими расходами на их содержание, а главное — с отсутствием перспектив развития посёлка.
В 2014 году было объявлено о восстановлении военной инфраструктуры аэродрома Мыса Шмидта. На проведение работ по развитию инфраструктуры было выделено более 1,5 млрд руб. В октябре 2014 года на мысе Шмидта заступили на учебно-боевое дежурство по охране воздушных границ РФ подразделения Восточного военного округа. В ноябре того же года в эксплуатацию был введён модульный жилой блок для военнослужащих.
В июле 2015 года Спецстрой России сообщил о планах полностью оборудовать на мысе Шмидта до конца года военный городок и инфраструктуру, которые будут использоваться как один из пунктов базирования сил Тихоокеанского флота, официально созданного 1 декабря 2014 года.

## Климат
| Показатель                                                                 | Янв.  | Фев.  | Март  | Апр.  | Май   | Июнь  | Июль | Авг. | Сен.  | Окт. | Нояб. | Дек.  | Год   |
| -------------------------------------------------------------------------- | ----- | ----- | ----- | ----- | ----- | ----- | ---- | ---- | ----- | ---- | ----- | ----- | ----- |
| Абсолютный максимум, °C                                                    | 9,8   | 5,2   | 8,9   | 8,1   | 19,1  | 28,3  | 32,4 | 30,2 | 23,7  | 11,9 | 8,6   | 6,9   | 32,4  |
| Средний суточный максимум, °C                                              | −22,6 | −22,4 | −19,4 | −13   | −2    | 5,7   | 8,7  | 7,4  | 3,2   | −4,4 | −11,9 | −19,4 | −7,5  |
| Средняя температура, °C                                                    | −25,6 | −25,7 | −23,6 | −17,1 | −5,1  | 2,2   | 4,8  | 3,9  | 0,6   | −7   | −14,9 | −22,3 | −10,8 |
| Средний суточный минимум, °C                                               | −29,1 | −29,2 | −27,2 | −21,4 | −8,2  | −0,3  | 2,1  | 1,7  | −1,5  | −9,9 | −18,1 | −25,6 | −13,9 |
| Абсолютный минимум, °C                                                     | −45,7 | −46,1 | −45,7 | −39   | −32,5 | −11,3 | −4,7 | −7,1 | −17,8 | −37  | −39,6 | −45,4 | −46,1 |
| Норма осадков, мм                                                          | 14    | 14    | 8     | 11    | 15    | 17    | 31   | 40   | 36    | 31   | 27    | 18    | 262   |
| Источник: Погода и климат. www.pogoda.ru.net. Дата обращения: 1 июня 2019. |       |       |       |       |       |       |      |      |       |      |       |       |       |

## Происшествия
31 июля 1998 года арестованные солдаты из воинской части вместе с уголовниками-рецидивистами в количестве 13 человек организовали побег из местного ИВС, убив при этом двух сотрудников милиции. Преступниками был захвачен поселковый пункт милиции с находившимся там оружием, склад воинской части, взяты заложники, разграблены АЗС и магазин, после чего вооружённый отряд на угнанном автотранспорте направился в сторону соседнего посёлка Ленинградский. Спустя несколько дней преследования после неудачно начавшегося штурма часть преступников была убита, часть захвачена; в ходе многочасового боя погибло 6 сотрудников правоохранительных органов.